# Marquette (Nebraska)
Marquette je selo u američkoj saveznoj državi Nebraska. Prema popisu stanovništva iz 2010. u njemu je živjelo 229 stanovnika.